# Adah Almutairi

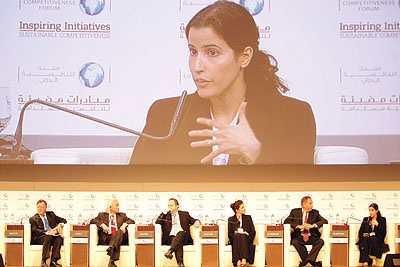
Adah Almutairi, 2013

Adah Almutairi (arabisch غادة المطيري, DMG Ġāda al-Muṭairī; * 1. November 1976 in Portland, Oregon, Vereinigte Staaten) ist eine US-amerikanisch-saudische Wissenschaftlerin, Erfinderin und Professorin an der University of California, San Diego (UCSD). Sie ist hauptsächlich in den Bereichen der Nanomedizin, Nanotechnologie und der Polymerwissenschaft tätig.

## Ausbildung und Werdegang
Almutairi machte ihren Doktor in Materialchemie der University of California, Riverside zum Thema der Elektronenverschiebung und Molekülgeometrie in 2005. Ihre postdoktoralen Studien absolvierte sie zwischen 2005 und 2008 in Chemie und Chemieingenieurwesen an der University of California, Berkeley. Dort arbeitete sie mit Jean Fréchet und entwickelte zahlreiche Nanosonden für molekulare Bildgebung im In-vitro-Verfahren. Seit 2008 ist sie an der UCSD tätig. Für das Future Investment Initiative Institute des Public Investment Fonds, einem Staatsfond Saudi-Arabiens, ist Almutairi Kuratoriumsmitglied.

## Auszeichnungen und Preise
Almutairi hat 2009 den NIH Director's New Innovator Award erhalten. 2016 war sie Stipendiatin der Kavli Foundation und 2023 TAKREEM-Preisträgerin.